# Neoterebra shyana
Neoterebra shyana é uma espécie de gastrópode do gênero Neoterebra, pertencente a família Terebridae.